# シンシナティ・チリ
シンシナティ・チリ（英: Cincinnati chili, Cincinnati-style chili）は地中海風のスパイスを用いたミートソースで、アメリカ合衆国オハイオ州シンシナティの名物料理。スパゲッティもしくはホットドッグにかけて用いられる。いずれの食べ方も1920年代にマケドニア系移民の料理店主によって生み出された。2013年に『スミソニアン』誌によって「アメリカを象徴する20大料理」に挙げられた。名前はチリコンカーンを連想させるが粘度、味付け、食べ方が異なる。シンシナティ・チリの食べ方はギリシャ風のパスタソースや一般的なチリドッグに近く、ボウルに盛り付けてそのまま食べることはまずない。
主材料は牛挽肉、水もしくはスープストック、トマトペースト、スパイス類（シナモン、ナツメグ、オールスパイス、クローブ、クミン、チリパウダー、ローリエなど）で、煮込んでスープ状にする。家庭料理では無糖のダークチョコレートを入れることもある。最も人気の注文法は「3ウェイ」といい、チリソースをかけたスパゲッティ（この段階では「2ウェイ」）にチェダーチーズの細切りを載せたものを指す。さらに刻み玉ねぎや豆を追加することで「4ウェイ」「5ウェイ」となっていく。オイスタークラッカーや甘口のホットソースとともに供されることが多い。
シンシナティ近辺でこの料理を出す飲食店は多いが、専門のチリパーラーで食べるのが一般的である。チリパーラーはシンシナティ都市圏全体で個人店・チェーン店含めて250軒以上存在する。フランチャイズ店舗はオハイオ州全域、ケンタッキー、インディアナ、フロリダ、さらに中東にまで広がっている。シンシナティ・チリはこの地域で最も有名な郷土料理だと言える。

## 起源と歴史
シンシナティ・チリはマケドニア系移民の料理店主が客層を広げるためにエスニック料理の枠を越えて生み出したものである:28。トムとジョンのキラジエフ兄弟はスラブ系マケドニア人で、バルカン戦争と民族間対立や偏見を逃れるためフルピシュタの町（現在のギリシャ領アルゴス・オレスティコ）から1921年に移民してきた。二人は隣接するバーレスク劇場から名を借りた「エンプレス」というホットドッグスタンドで「伝統的な地中海風スパイスを使ったシチュー」:27をかけたホットドッグに「コニー」と名付けて売り始めた:27。1922年のことだった。トム・キラジエフはそのチリソースを伝統的なギリシャ料理に応用し、「チリ・スパゲッティ」という料理を作り出した:27。元になった料理はパスティッチョかムサカ:28、またはサルツァ・キマだと推測されている。初めのレシピはスパゲッティをチリソースの中で煮込むものだったが、客の要望を聞いてソースをパスタの上にかける方式に変え、さらに客の求めによりチリ・スパゲッティとコニーの両者におろしチーズをトッピングするようになった:28。
キラジエフ兄弟は注文を簡単にするために後述の「ウェイ」方式を考案した:29。それ以来、同じ方式が多くの飲食店で採用されていった（細部は異なることもある）。それらの店主の多くは兄弟と同じギリシャやマケドニアからの移民で、「エンプレス」で働いてから独立してチリパーラーを開いた人々だった:40:244。劇場の隣に店を構えるところまで見習うことが多かった:25。

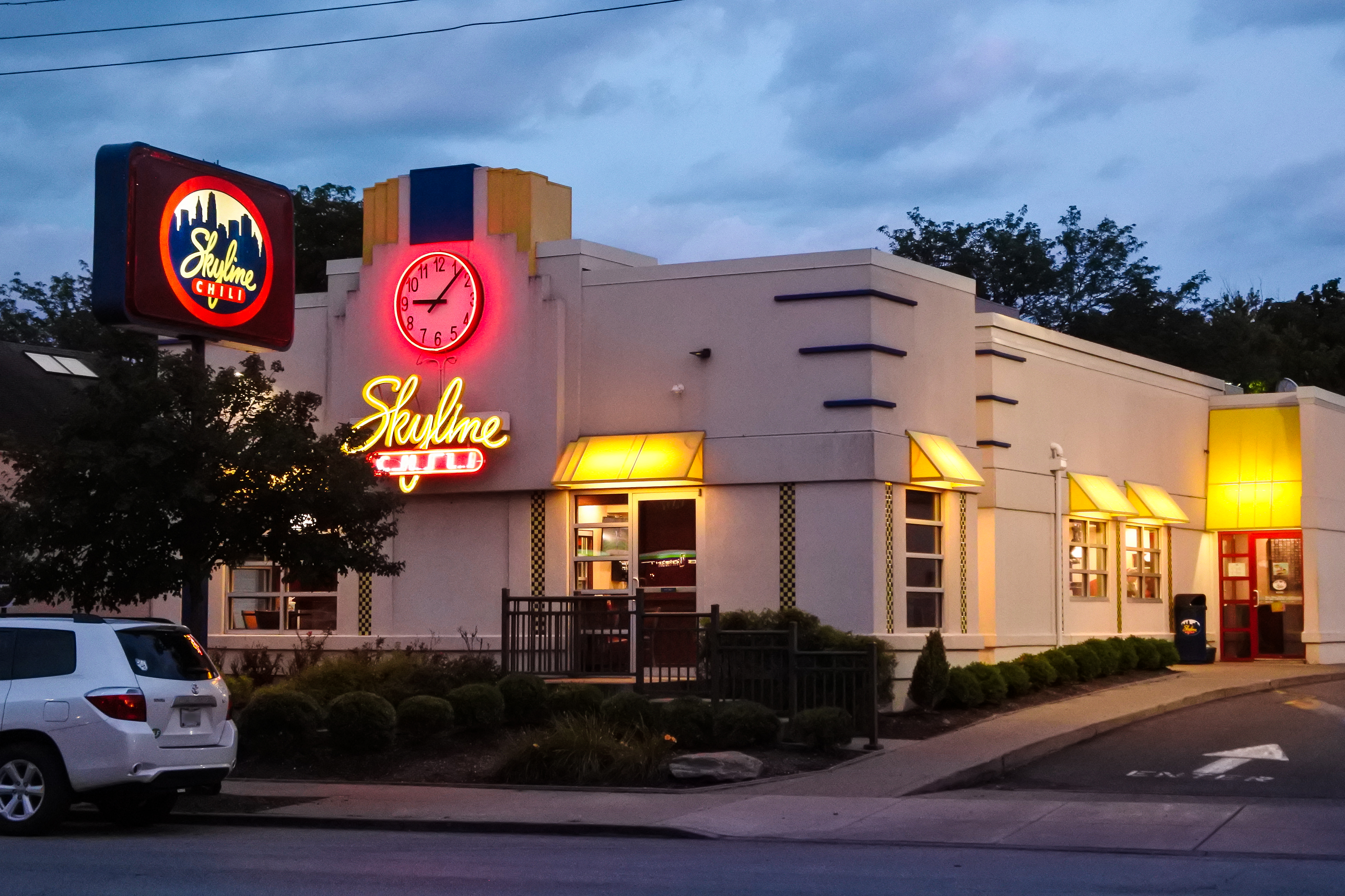
シンシナティに展開するスカイライン・チリの一店舗。

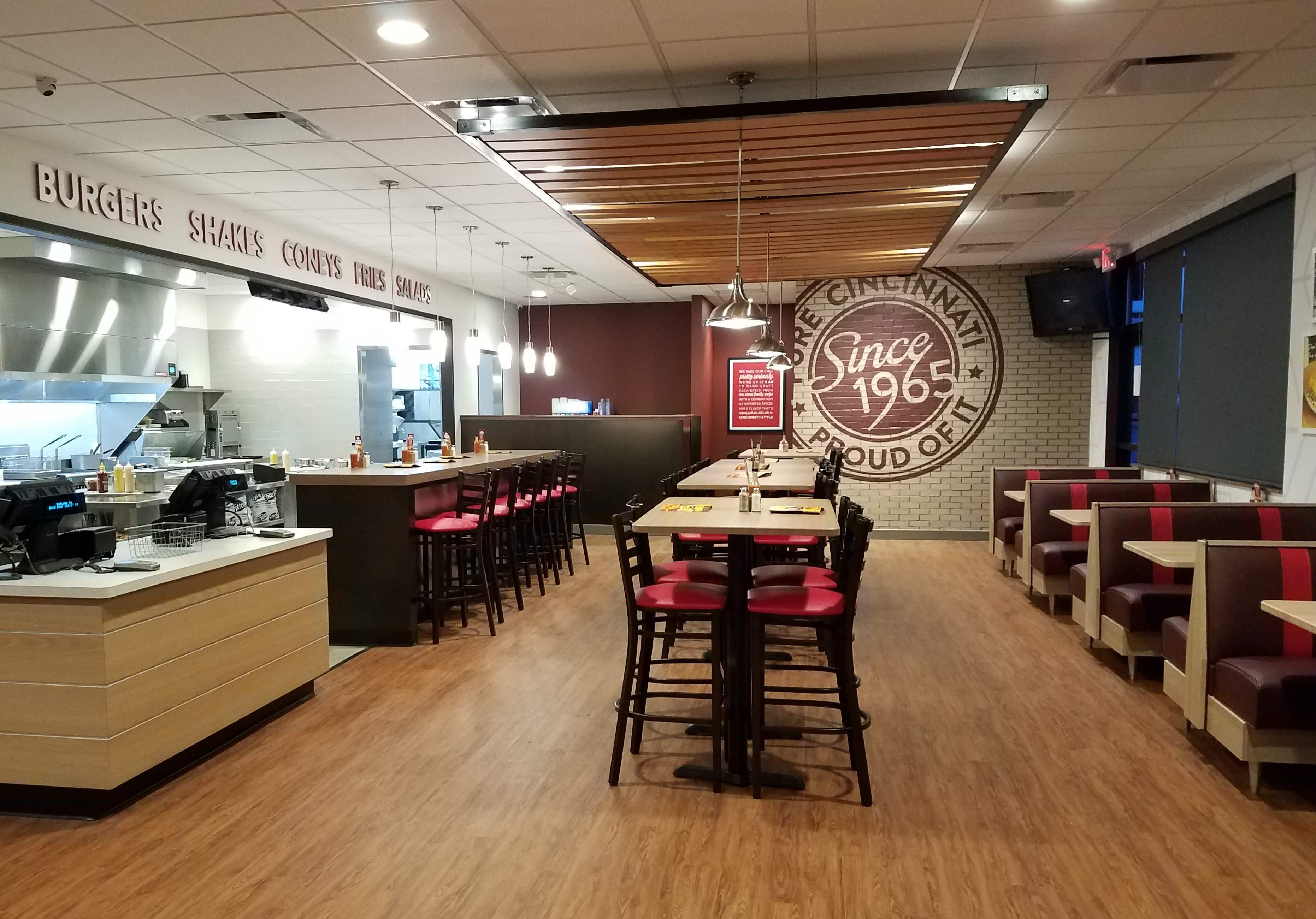
ゴールドスター・チリの店舗の内観。

エンプレスはしばらくの間シンシナティ最大のチリパーラーチェーンだったが、従業員だったギリシャ系移民、ニコラス・ランブリニディスが設立したスカイライン・チリが1949年に取って代わった。1965年、ヨルダンからの移民であるダウド4兄弟がエンプレスの元従業員からハンバーガー・ヘブンという店を買い取った:40。兄弟はシンシナティ・チリがハンバーガーよりも良く売れることに気づき、店名をゴールドスター・チリに変えた。2015年時点で最大のチェーンはスカイライン（130軒以上）、次いでゴールドスター（89軒）である。エンプレスは最盛期の10数軒から2軒にまで減少した:84。
これら3チェーンのほかにもディキシー・チリ・アンド・デリなどの小チェーンや、名店とされる:84キャンプ・ワシントン・チリのような個人店も多い。主な個人店にはプレザントリッジ・チリ、ブルーアッシュ・チリ、パーク・チリパーラー、プライスヒル・チリ、チリタイム、ブルージェイ・レストランがあり、フロリダ州オーランドにもシンシナティ・チリ・カンパニーがある。チリパーラーは総計で250軒以上存在する:9。ゴールドスターの創設者の一人ファヒド・ダウドは1985年にヨルダンに帰国し、チリ・ハウスという店を開いた。チリ・ハウスは2020年時点でヨルダンのほかにもイラン、イラク、リビア、オマーン、パレスチナ、トルコ、カタールに店舗を持っている。
チリパーラーだけでなく、この地域の飲食店の多くが何らかの形でシンシナティ・チリを提供している。シンシナティ市で最も歴史の長いバー、アーノルズ・バー・アンド・グリルはベジタリアン版「シンシー・レンティルズ」を出しており、「ウェイ」の注文方式も取り入れている。メルト・エクレティック・カフェはヴィーガンの3ウェイを提供している。2018年、シンシナティのバーテンダーが同市のレストラン・ウィークのためにシンシナティ・チリのフレーバーを持つウイスキー・カクテルを作り出し、「マンハッタン・スカイライン」と名付けた。
シンシナティ・チリの歴史は、同時期に米国各地でおそらく独立に発展したコニーアイランド・ホットドッグ（コニードッグ）と共通点が多い。各地のコニードッグは「事実上すべて」、20世紀の最初の20年間にバルカン戦争を逃れて米国にやってきたギリシャ系もしくはマケドニア系によって作り出された。彼らが米国への入り口としたのはニューヨークのエリス島であり:233、その近くにはホットドッグ発祥の地でもあるコニーアイランドがあった。

## 調理法、注文方式、盛り付け方と食べ方
生の牛挽肉を水もしくはスープストックの中でほぐし、トマトペーストと調味料を加えて火にかけ、とろ火で数時間煮込んでサラっとしたミートソースに仕上げる。多くのレシピでは冷蔵庫で一晩冷やして味をなじませるとともに固まった油脂を取り除き、食べる前に再度火を通す。典型的にはひき肉2ポンド（約900 g）に水4カップ（約950 cc）、トマトペースト6オンス（約170 g）で8人前の分量になる。

### 「ウェイ」方式

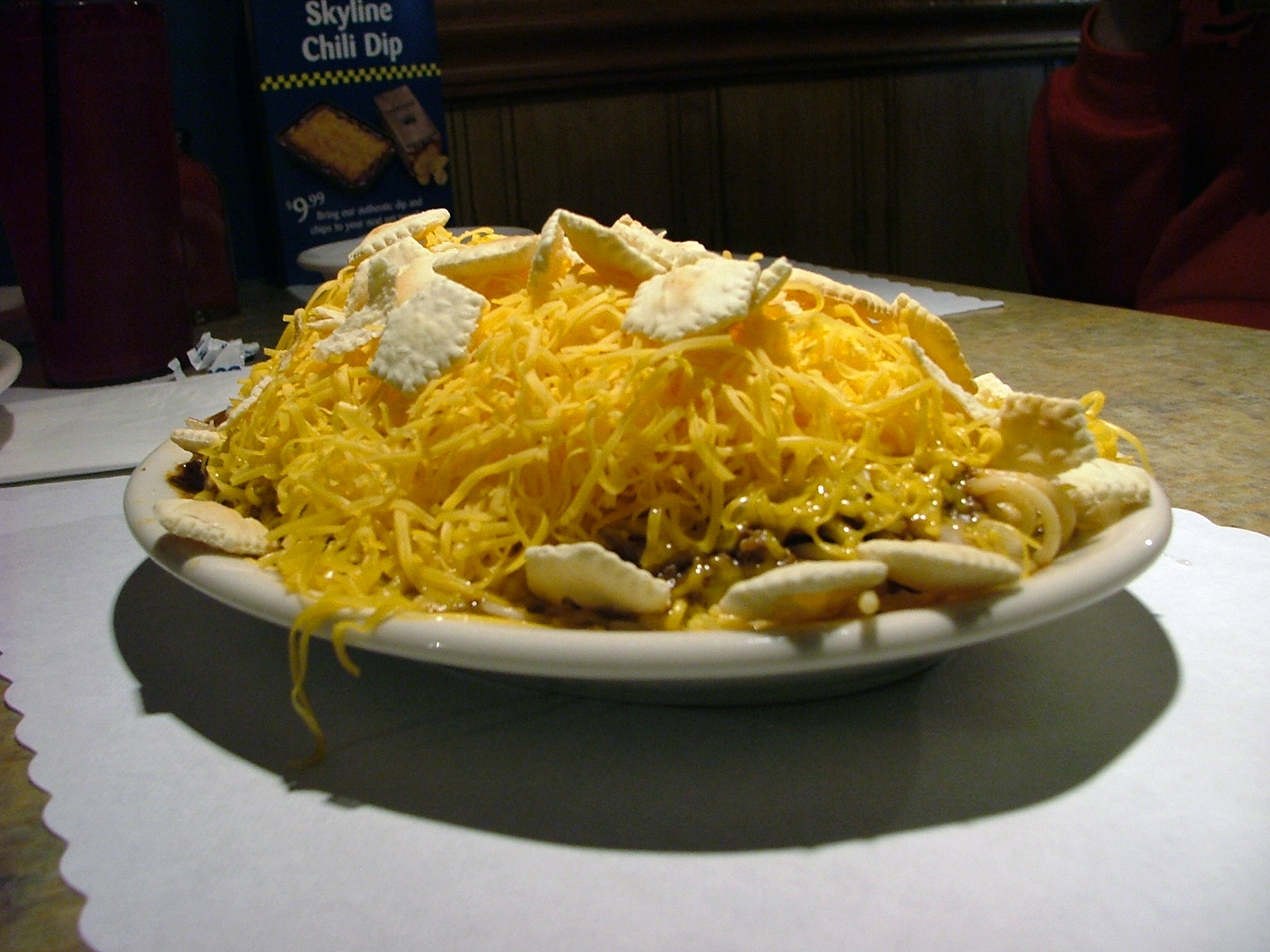
スカイライン・チリの「4ウェイ」。4つ目の材料は玉ねぎ。オイスター・クラッカーをトッピングしてある。

シンシナティ・チリを注文するときは、「チリソース、スパゲッティ、細切りチェダーチーズ、刻み玉ねぎ、インゲンマメ」のように順序を付け、「ウェイ」の前につける数によって何番目の材料まで入れるかを表す。選択肢は以下のようになる。
- 2ウェイ：スパゲッティにチリソースをかけたもの[4]（「チリ・スパゲッティ」とも）
- 3ウェイ：スパゲッティ+チリ+チーズ[4]
- 4ウェイ・オニオン：スパゲッティ+チリ+玉ねぎ+チーズ[4]
- 4ウェイ・ビーン：スパゲッティ+チリ+インゲンマメ+チーズ[4]
- 5ウェイ：スパゲッティ+チリ+インゲンマメ+玉ねぎ+チーズ[4]

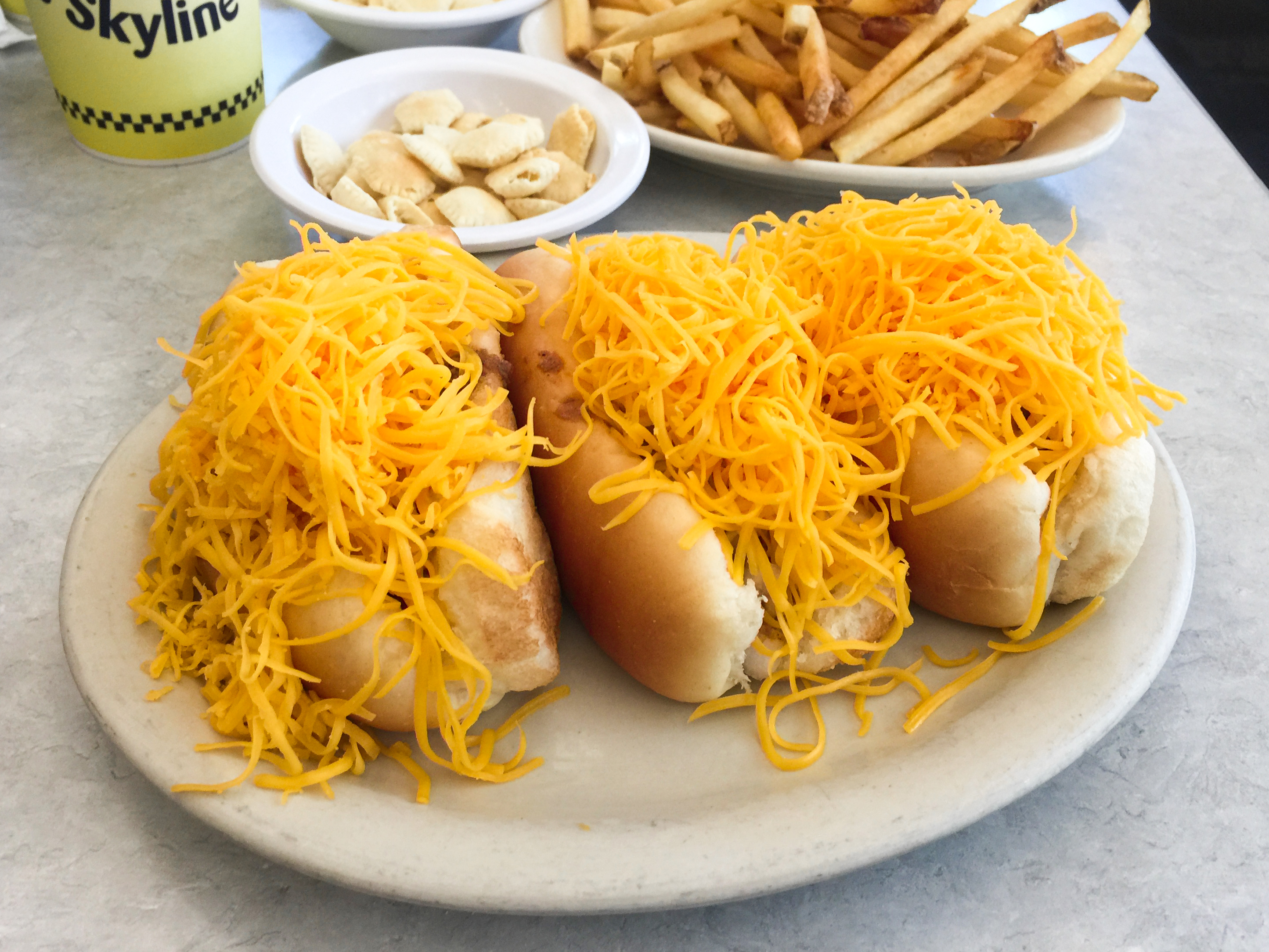
スカイラインのチーズコニー。ホットドッグにシンシナティ・チリ、マスタード、オニオン、山盛りの細切りチーズをトッピングしたもの。

一部のチリパーラーでは「インヴァーテッド（逆）」での提供も行っている。チーズを一番底に敷いてよく溶けるようにしたものである。スカイラインやゴールドスターなどのチェーンでは「4ウェイ・ビーン」という言葉を使わず、「4ウェイ」を注文した客に玉ねぎかインゲンマメのどちらかを選ばせて3ウェイの上に載せる。「ウェイ」方式に別の材料を加える店もある。たとえばディキシー・チリには5ウェイに刻みニンニクを加えた「6ウェイ」がある。シンシナティ・チリをホットドッグにかけたものは「コニー」と呼ばれ、コニーアイランド・ホットドッグのバリエーションの一つである。その上にチェダーチーズの細切りをトッピングすると「チーズコニー」となる。標準的なコニーにはマスタードと刻みタマネギもかけられる。最も人気があるのは「3ウェイ」とチーズコニーである:10。
チリをそのままボウルに入れたプレーンチリを注文する客はまれである。通常メニューにプレーンチリを載せている店もほとんどない。シンシナティ・インクワイアラー紙の食担当記者ポリー・キャンベルはこう語っている。「バカバカしい。スパゲッティソースをボウルで注文しますか？ あなたがしようとしているのはそういうことですよ」

### 提供法と食べ方
「ウェイ」がいくつであれ、シンシナティ・チリやコニーは伝統的に浅手の楕円形ボウルで提供される:15:243。オイスター・クラッカー（オイスター・シチューに添えるタイプのクラッカー）を添えるのが普通で、追加でかけるためにタバスコなど甘口のホットソースがテーブルに置いてあることも珍しくない。地元民はスパゲッティをフォークで巻いて口に運ぶことはせず、キャセロールを食べるときのようにフォークの側面で一口サイズに切る。

## 名称の問題
「チリ」という言葉はチリコンカーンを連想させるため、「シンシナティ・チリ」という名称はそれを知らない人に誤解を生じさせることがあるが、実際にはかなり異なる料理である。シンシナティ・チリは地中海風のスパイスで味付けされたミートソースであり、スパゲッティやホットドッグにかけて食べる。チリコンカーンで一般的なようにボウルで食べることはまずない。シンシナティ市民がこの料理を説明するときには「本当はチリじゃなくて…」と始めるのが一般的である。地元の新聞・雑誌の食担当記者チャック・マーティンとドナ・コヴレットも「チリではない」としている。シンシナティ・チリには必ずシナモン、オールスパイス、クローブ、クミン、ナツメグ、チリパウダーが使われている。家庭では無糖のダークチョコレートを入れるレシピが多いが、『シンシナティ・チリの本当の歴史』の著者ダン・ウォラートによると「シンシナティのチリパーラーでチリにチョコレートを入れているところはない」:141。
一般的なシンシナティ・チリは粘度がシチューよりスープに近く、野菜や切り身の肉は一切用いないが、発祥店のエンプレスなどでは大きめに砕いたカイエンペッパーの果皮が入っている。味や粘度、食べ方はチリコンカーンよりギリシャのパスタソースや、アメリカ各地で食べられているミートソースがけホットドッグに近い。同様のホットドッグはロチェスターやニューヨーク州北部（ミシガン・ホットドッグ）、ロードアイランド州（ホット・ウィンナー）、ミシガン州（コニーアイランド・ホットドッグ）で見られる:10。

## 受容
シンシナティ・チリは地域の「最も有名な郷土料理」である。シンシナティ都市圏観光コンベンションビューローによると、地域住民の総計で年間2,000,000ポンド (910,000 kg) 以上のシンシナティ・チリが消費されており、さらにトッピングのチェダーチーズが850,000ポンド (390,000 kg) に上る:10。2014年に業界全体の収益は2億5000万ドルだった。
アンソニー・ボーディンはシンシナティ・チリについて「荒れ狂うトッピング」「その皿に載っているのはアメリカという物語なんだ」と述べている。国民的な料理評論家スターン夫妻は「ブループレート・スペシャル [安価な定食] の専門家として、シンシナティ・チリはアメリカ料理の真髄の一つだと考えている」、「この国で最も独特な郷土料理の一つ」と書いている:247。ハフポストは「愛すべき15の郷土料理」の一つに挙げた。2000年、ジェームズ・ビアード財団はキャンプ・ワシントン・チリにクラシックス・アワードを授与した。2013年、スミソニアン博物館が発行する雑誌はシンシナティ・チリを「アメリカを象徴する20大食品」の1つに挙げ、キャンプ・ワシントン・チリを訪問するよう強く推薦した。ジョン・マッキンタイアはボルティモア・サン紙で「最も完璧なファーストフード」と呼び、名称の問題について「1世紀ほど前にこの料理を発明したギリシャ人たちがチリ以外の名前を付けてくれていれば、本質主義者たちも気にせず食べることができただろうに」と書いた。スリリストはシンシナティ・チリを「オハイオで食べるべきたった1つの食品」とした。
ウェブメディアのイーターはこの料理を「アメリカで最も論争の的となるパスタ料理」と呼んだ。よく知らない人がチリコンカーンと間違えて注文し、質の劣るチリとして「バカにする」ことは珍しくない。スポーツと文化に関するウェブサイトデッドスピンは2013年の記事で「恐るべき下痢便」とまで呼んだ。

## ポップカルチャーにおける描写
シンシナティ郊外で生まれ育ったブルースミュージシャンのロニー・マックは、1986年にリリースしたアルバム『セカンド・サイト』で「キャンプ・ワシントン・チリ」というギター・インストゥルメンタル曲を発表した。カントリー・デュオのビッグ&リッチが2005年に出したアルバム『カミン・トゥ・ユア・シティ』のタイトル曲はアメリカ各地を飛び回る内容だが、シンシナティではスカイライン・チリに立ち寄ることになっている。
2015年のアニメーション映画『アノマリサ』では無味乾燥な社会関係や社会的断絶の象徴として寓話的に用いられている。同作の主人公は出張先のシンシナティで行き合った人々と単調な会話を交わす中で、地元の名物であるシンシナティ・チリを試すよう何度も熱心に勧められる。

## 類似の料理
- チリドッグ — ミートソースをかけたホットドッグの一般的な名称[61]。
- チリ・ジョンズ（英語版） ― ウィスコンシン州グリーンベイでリトアニア移民が開いた店。1913年に「グリーンベイ・チリ」という5ウェイ・シンシナティ・チリと似た料理を作り出した[9]:245。
- チリマック（英語版） — マカロニにチリコンカーンをかけたもの。
- コニーアイランド・ホットドッグ ― 本項で述べたコニーに似た料理。中西部各地でギリシャ・マケドニア系移民によっておそらく独立に発展した[61]。